# Mahnerter Bachtal
Das Naturschutzgebiet Mahnerter Bachtal liegt auf dem Gebiet der Stadt Erkrath im Kreis Mettmann in Nordrhein-Westfalen.
Das 28 ha große Gebiet mit der Kennung ME-040 liegt südöstlich des Stadtteils Erkrath-Hochdahl entlang dem Mahnerter Bach. Es erstreckt sich dort in Ost-West-Richtung und zwar nördlich und nahe der Autobahn A 46. Die Eisenbahnlinie (Wuppertal – Solingen) bildet die östliche Grenze und Kreisstraße K 16 (Flurstraße) an der Autobahnauffahrt Haan/West die westliche Grenze.
Südlich der A 46, ebenfalls unmittelbar an der Autobahnauffahrt Haan/West, grenzt das etwa 26 ha große Naturschutzgebiet Hühnerbachtal (Kennung ME-042) an.

## Beschreibung
Der Mahnerter Bach hat teilweise einen naturnahen Verlauf, der abschnittsweise durch Erlen- und Eschen-Ufergehölze begleitet wird, teils sind noch Schäden erkennbar, die über Verrohrung oder Verlegung des Gewässers mit der (z. T. ehemaligen) Grünlandbewirtschaftung verbunden sind. Diese erfolgt heute vergleichsweise extensiv durch Rinderbeweidung. Der Anteil an blütenreichem Magergrünland ist jedoch noch relativ gering. Die Talflanken werden – sofern nicht als Grünland genutzt- meist durch naturnahe Hainsimsen-Buchen- und Eichen-Buchen-Mischwälder eingenommen, in denen einzelne Altbäume 120 cm Stammdurchmesser erreichen. Der Waldanteil dominiert im Westen, während im Osten eine durch Kleingehölze strukturierte offene Kulturlandschaft besteht.
Nah am Zentrum des Gebietes liegt das Wirtshaus Mahnertermühle. Die Wanderwege sind jedoch so geführt, dass ein Besucherdruck weitgehend vom Naturschutzgebiet genommen ist. Oberhalb der Mühle befindet sich ein Feuchtbereich mit einem aufgelassenen und inzwischen mit Gehölzen zugesetzten Mühlenteich, der wiederum von einem kleinen Quellbach durchflossen wird. In einem stark vertieften Abschnitt unweit der Mahnerter Mühle kommt auch der seltene Hirschzungenfarn vor, der hier allerdings durch expansive Neophyten (Staudenknöterich) bedrängt wird. Wo der Mahnerter Bach weiter unterhalb das Gestein des Grundgebirges freigelegt hat, wird er durch eine bachtypische Moosflora begleitet. Am westlichen Ende des Gebietes befindet sich ein von Erlen umstandenes Großseggenried mit Hochstauden.
Bedeutung hat das Naturschutzgebiet v. a. aufgrund naturnaher Bachabschnitte mit Vorkommen von pauschal geschützten Feuchtbiotopen, sowie eines reich gegliederten Biotopmosaiks in relativ schlecht zugänglicher Lage, was eine weitgehend störungsarme Lebensgemeinschaft in einem stark besiedeltem Raum ermöglicht. Aufgrund des im Umfeld durch Straßen und Siedlungen stark verinselten Raumes, kommt dem Tal eine regionale Bedeutung für die Biotopvernetzung in Ost-West-Richtung zu. Die weitere Entwicklung sollte auf eine weitere Verbesserung der Gewässerstrukturen, einer naturnahen, weitgehend durch Nutzung befreiten Waldbewirtschaftung und einer extensiven Grünlandbewirtschaftung ausgerichtet sein. Auf Kahlschlagnutzung ist in jedem Fall zu verzichten.
Aus zoologischer Sicht weist das Gebiet eine hohe Bedeutung als Jagdrevier für gefährdete Fledermäuse und als
Lebensraum für gefährdete Vogelarten der offenen Kulturlandschaft mit Gehölzstrukturen auf. Aus floristischer Sicht ist insbesondere die hohe Zahl typischer Arten der Bachauen, Feuchtwiesen, Auenwälder und
Quellbereiche hervorzuheben. Dazu gehören z. B.: Sumpf-Schwertlilie, Sumpf-Schafgarbe, Sumpf-Dotterblume, Mädesüß, Seggen und Röhricht-Bestände.

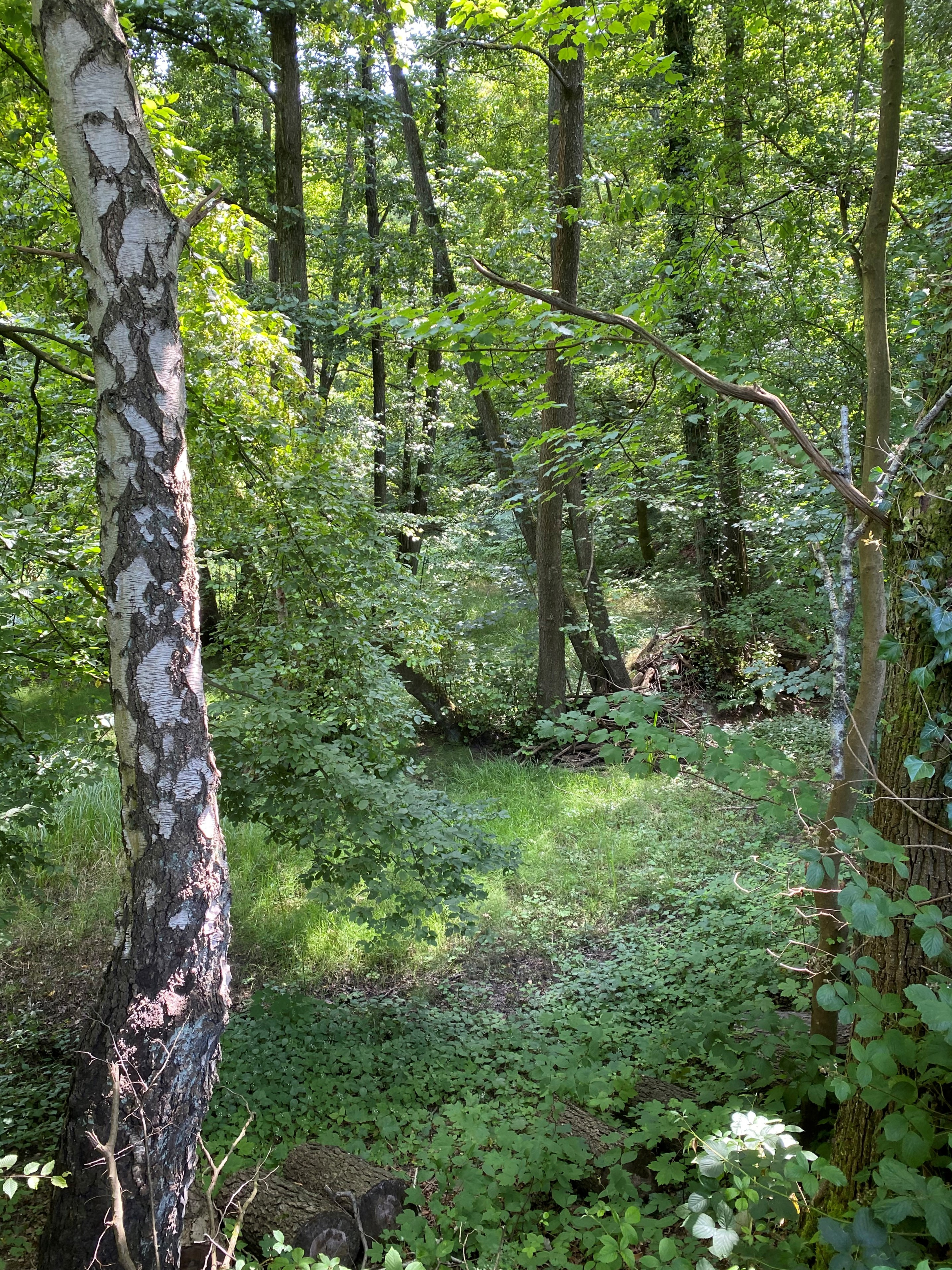
Auwald im Westteil des NSG
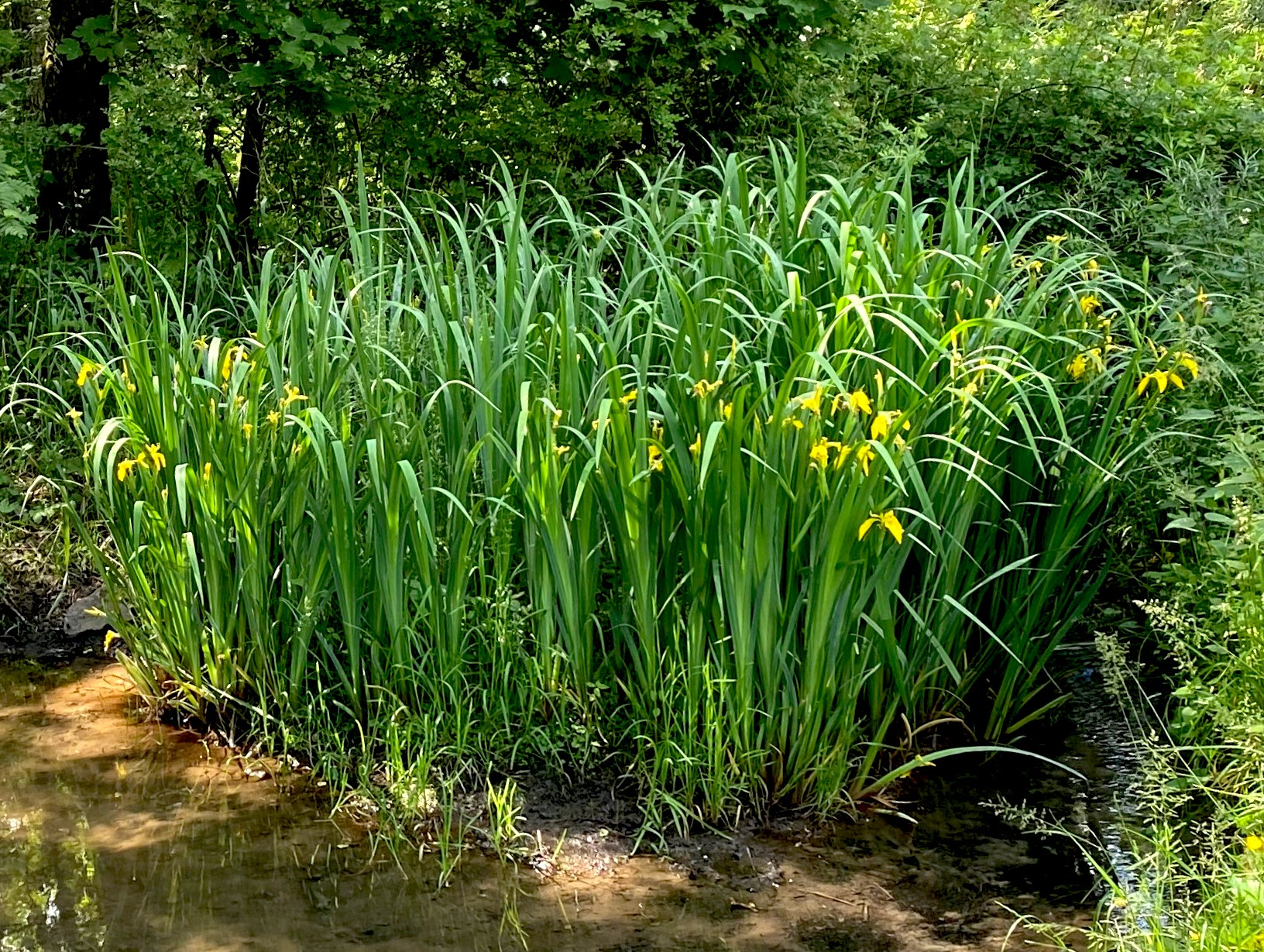
Sumpf-Schwertlilie im Auwald
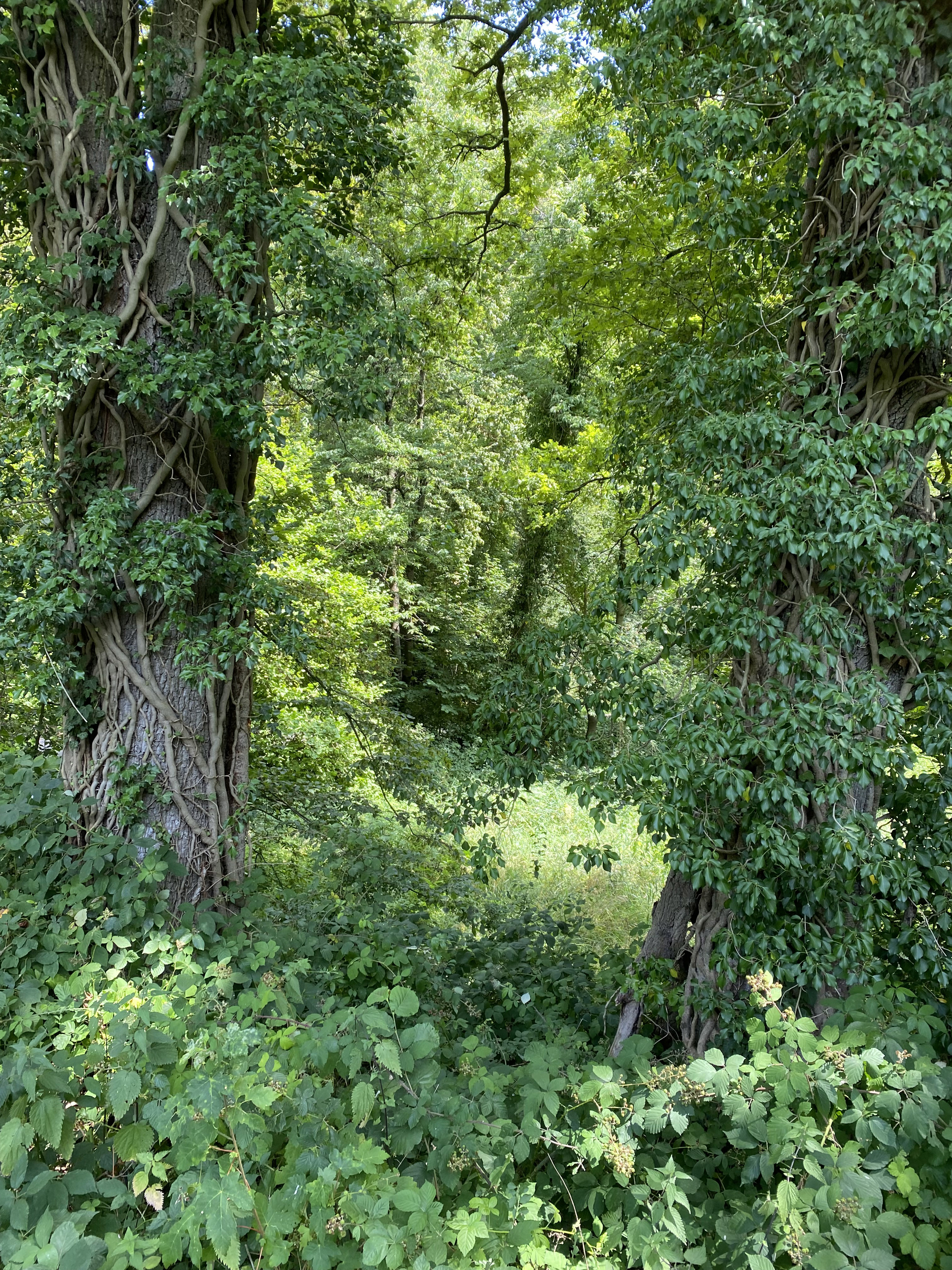
Efeu an Auwaldbäumen
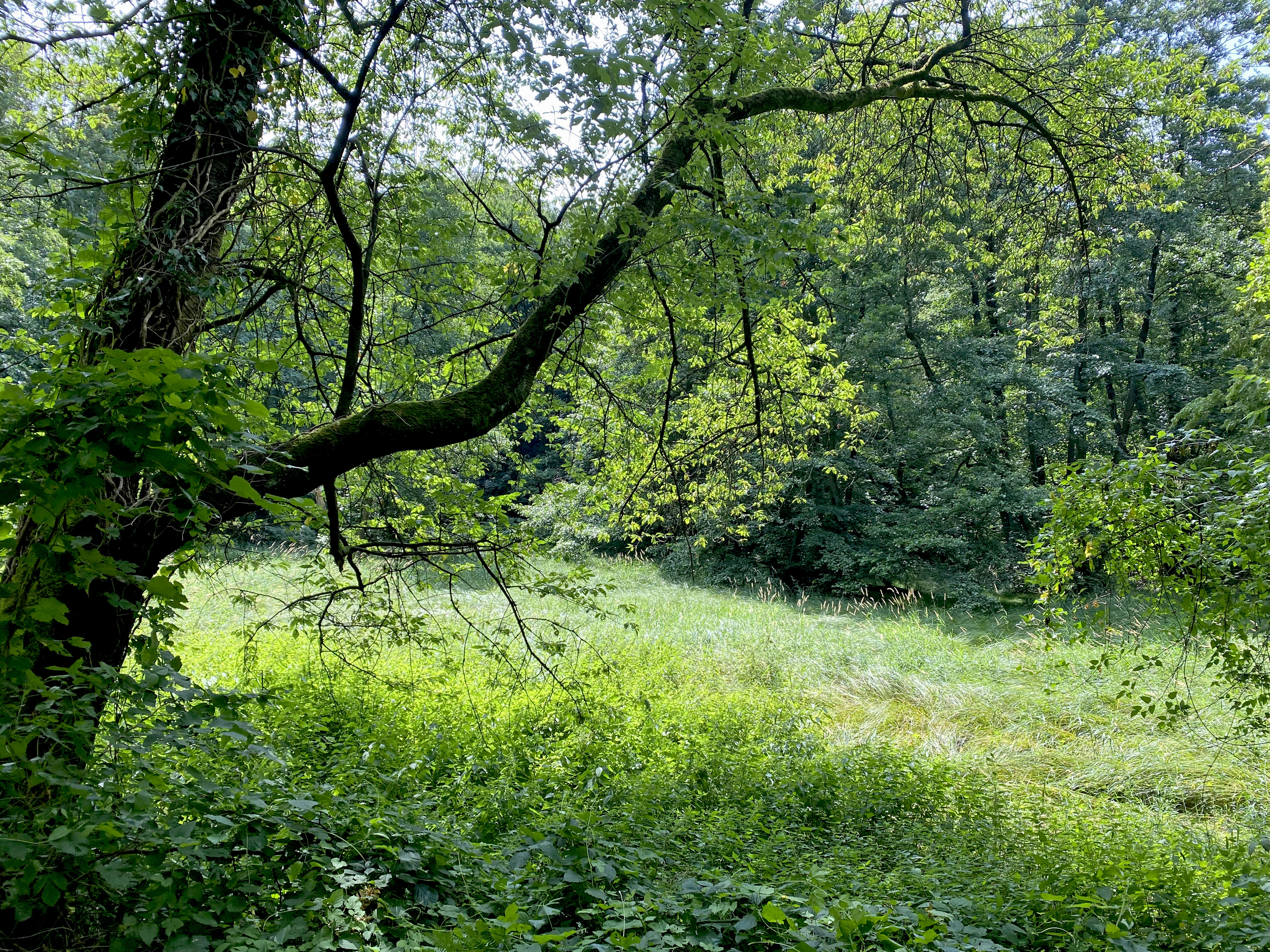
Feuchtwiese im Auwald im westl. Teil des NSG
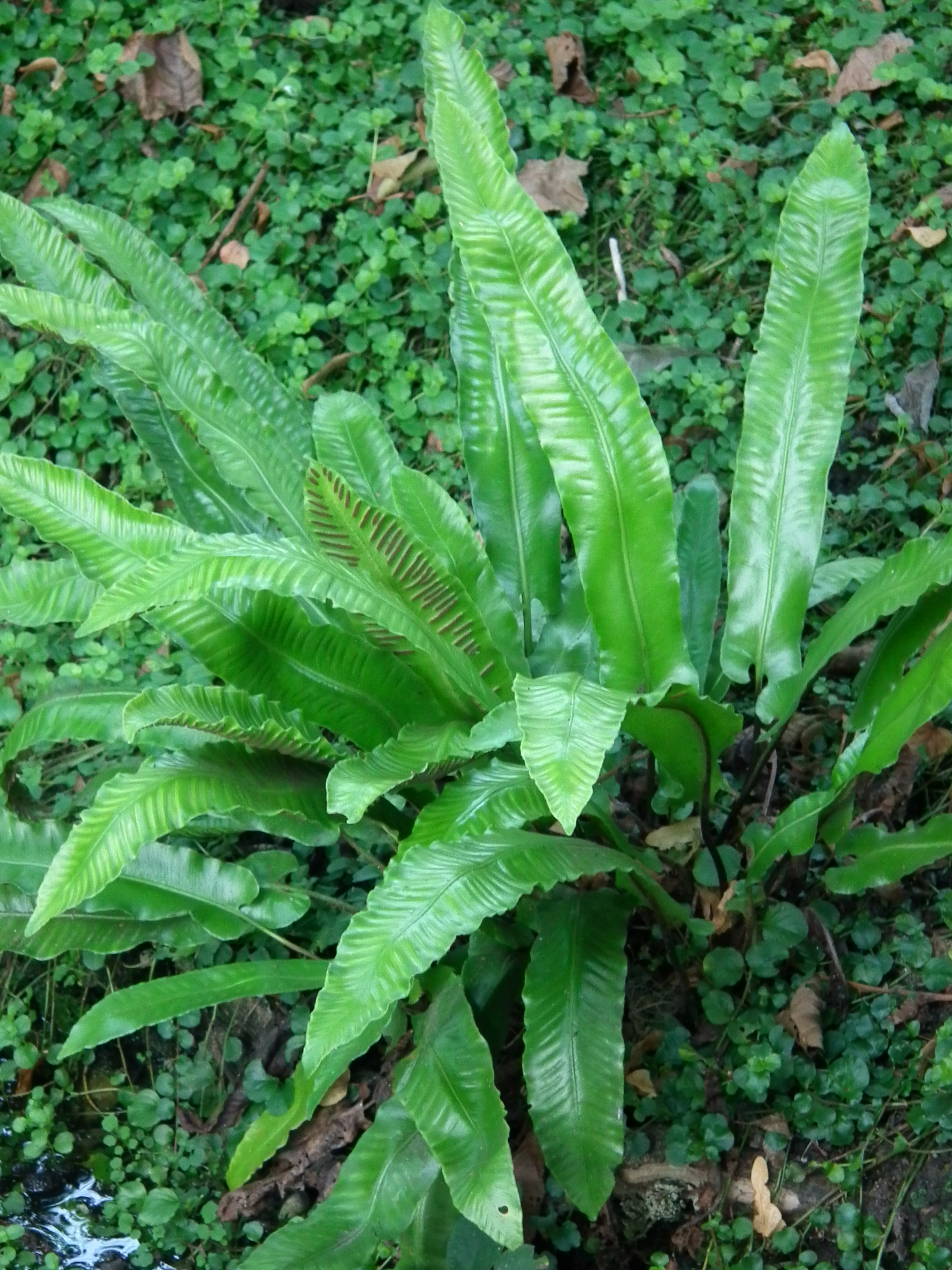
Hirschzungenfarn – heimisch im NSG
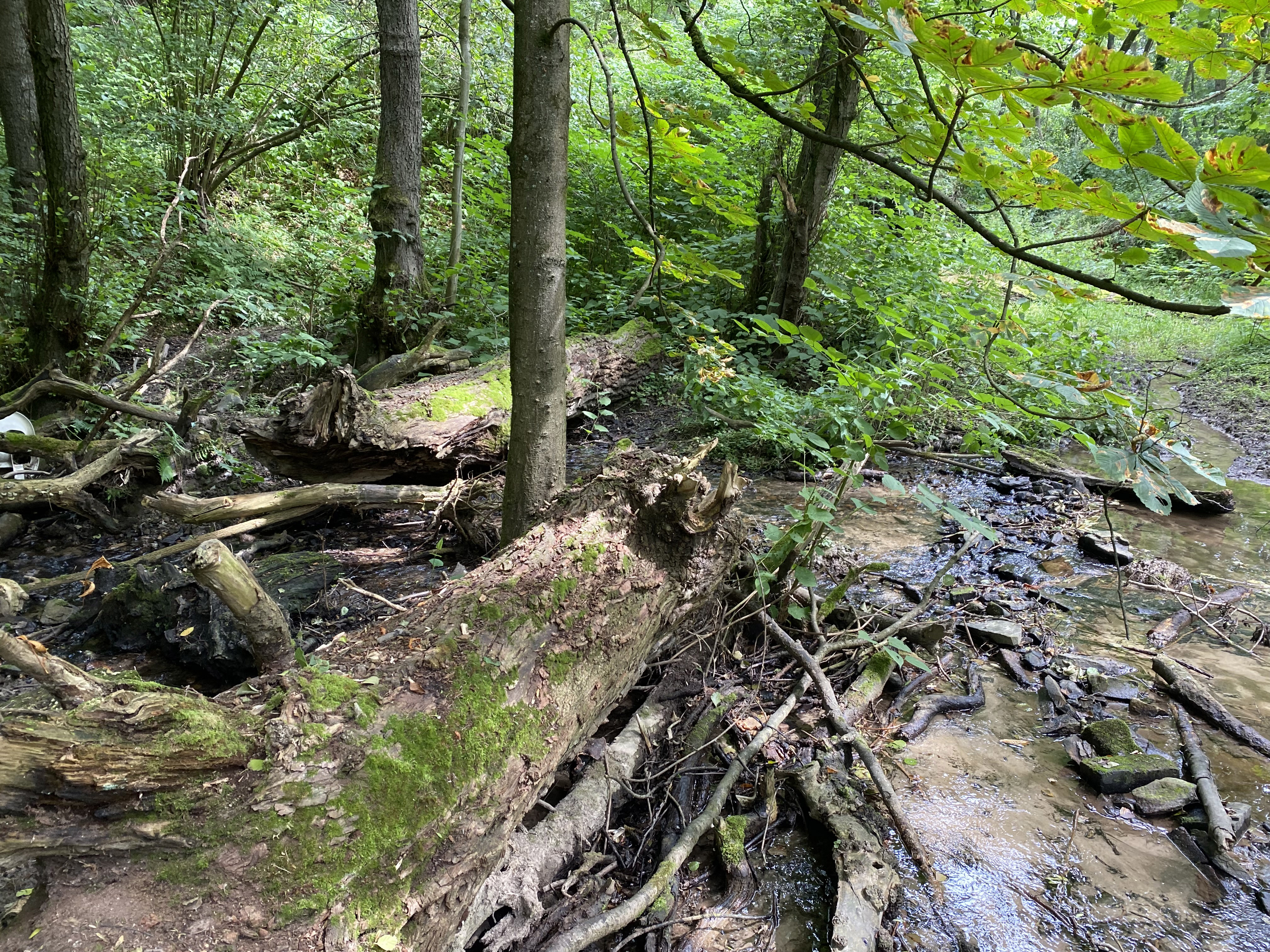
Totholz – wichtig für Insekten und Vögel
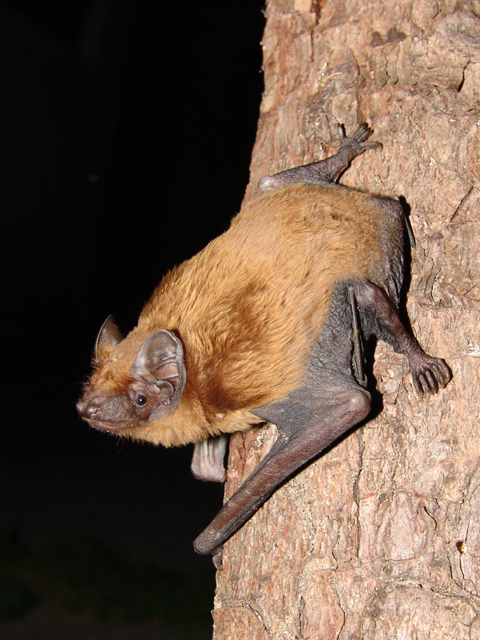
Mahnerter Bachtal – wichtiges Jagdgebiet für Fledermäuse (Großer Abendsegler)
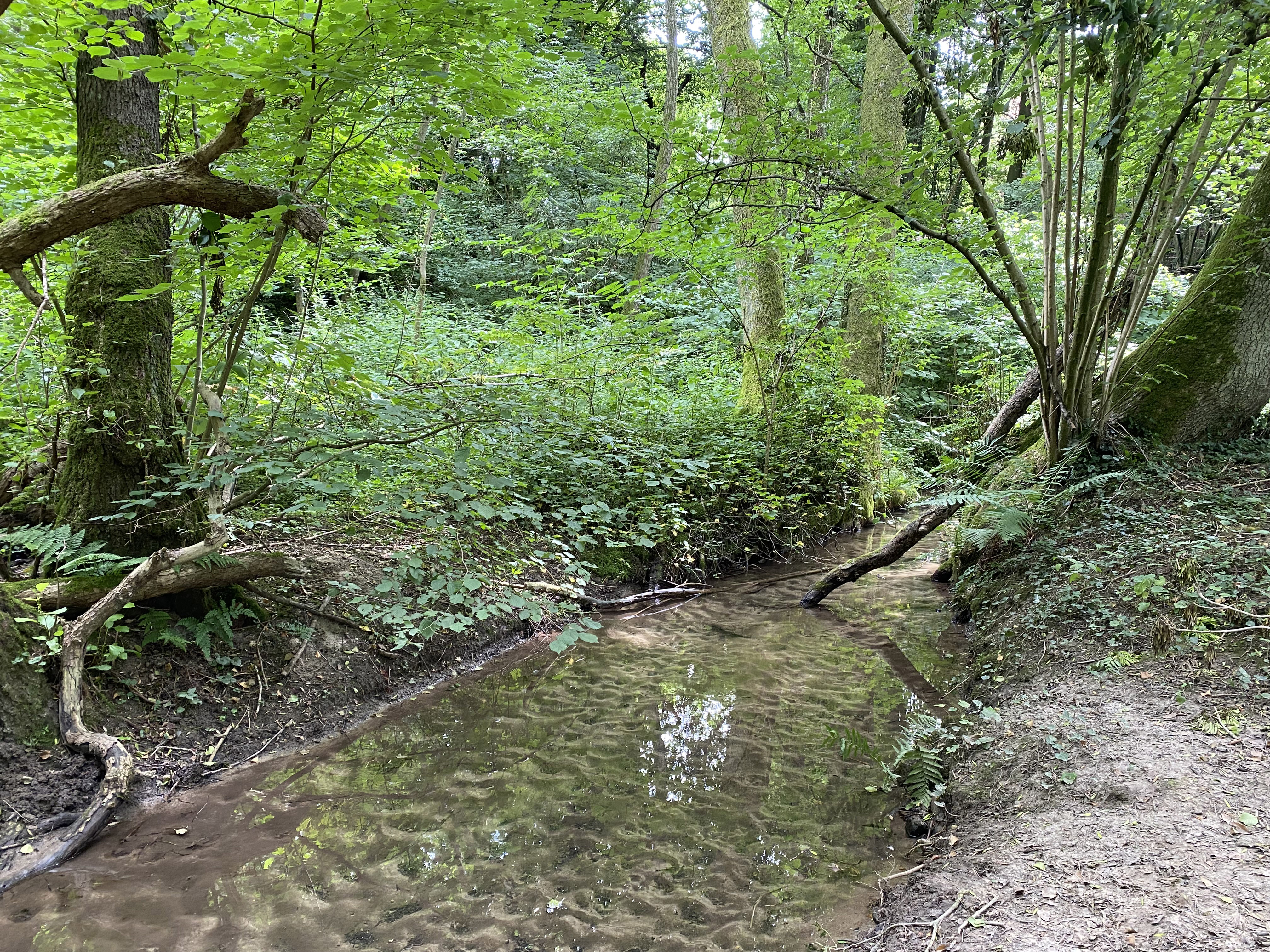
Sandiges Bachbett des Mahnerter Baches
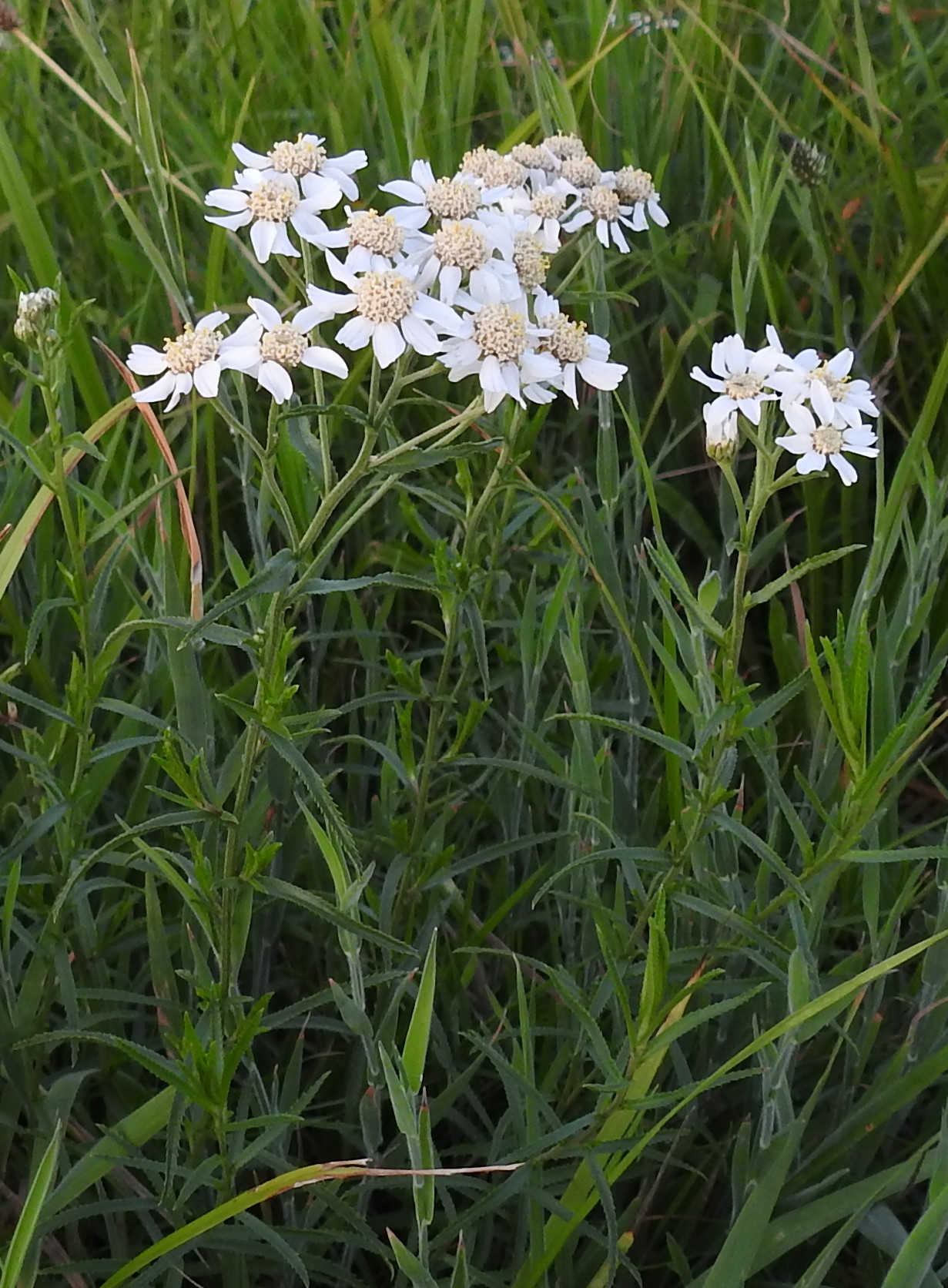
Sumpf-Schafgarbe (Achillea ptarmica)
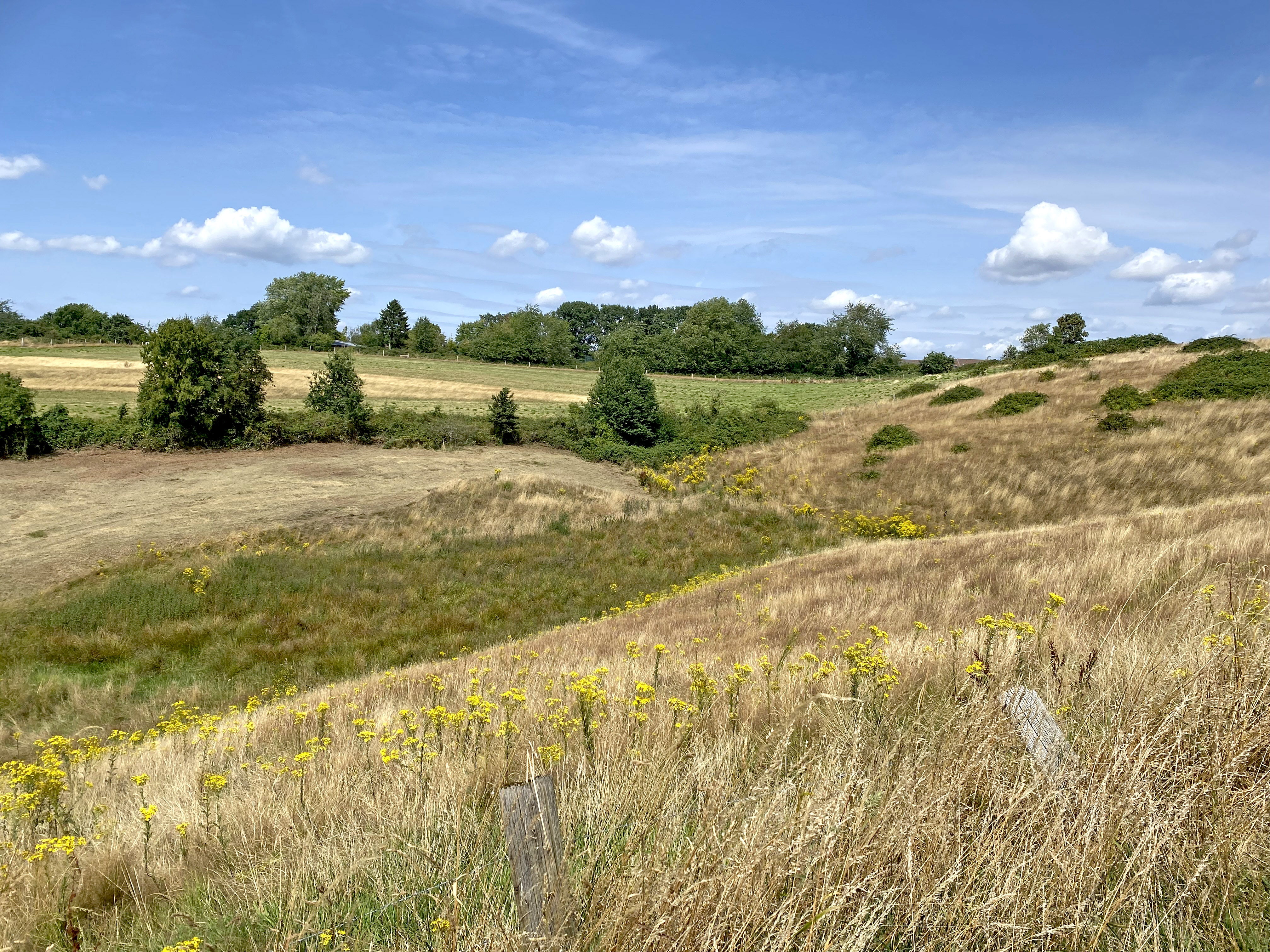
Nach Norden ausgreifendes seitliches Muldental (Unten im Feld / Am Jungenbusch)
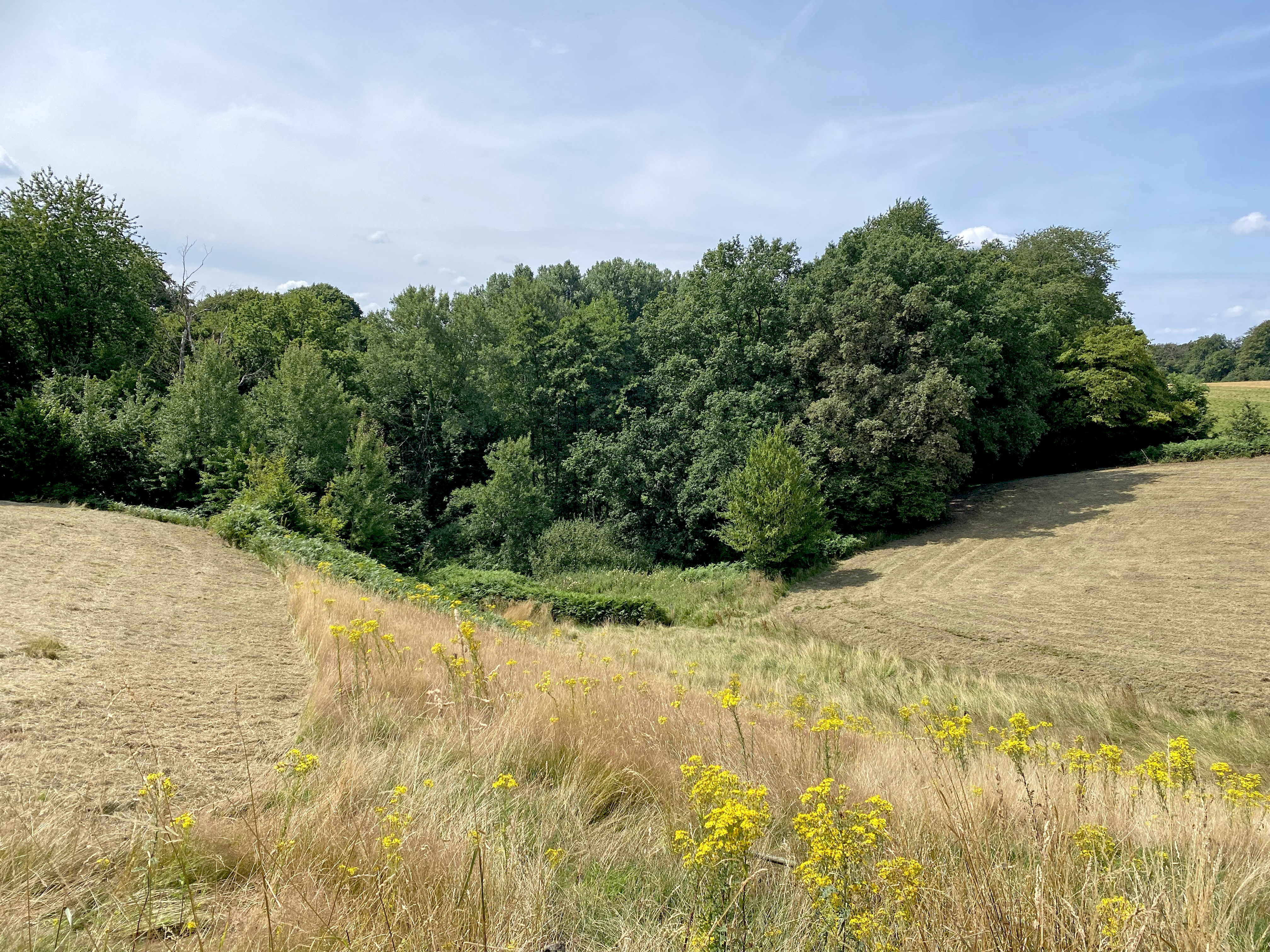
Am Heidbusch – östl. Teil des NSG
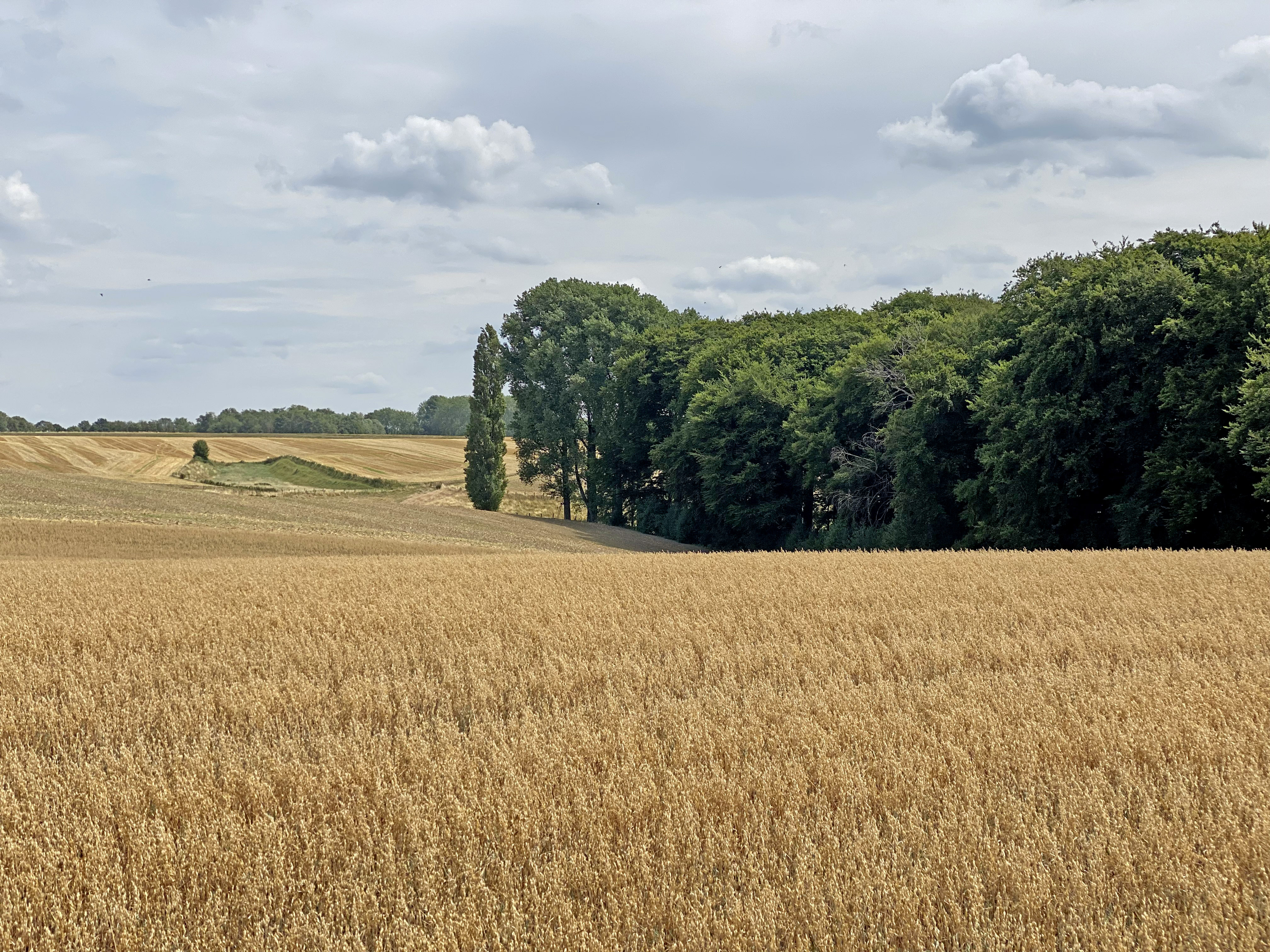
Hochfelder Bachtal mit Quellmulde im Nordosten